# 瓦諾站
瓦諾站（法語：Vaneau）是巴黎地鐵的一個車站，位於巴黎六區和巴黎七區的交界處。瓦諾站開通於1923年12月30日。站名取自於瓦諾路，而瓦諾路是取自於在七月革命中犧牲的學生路易·瓦諾。

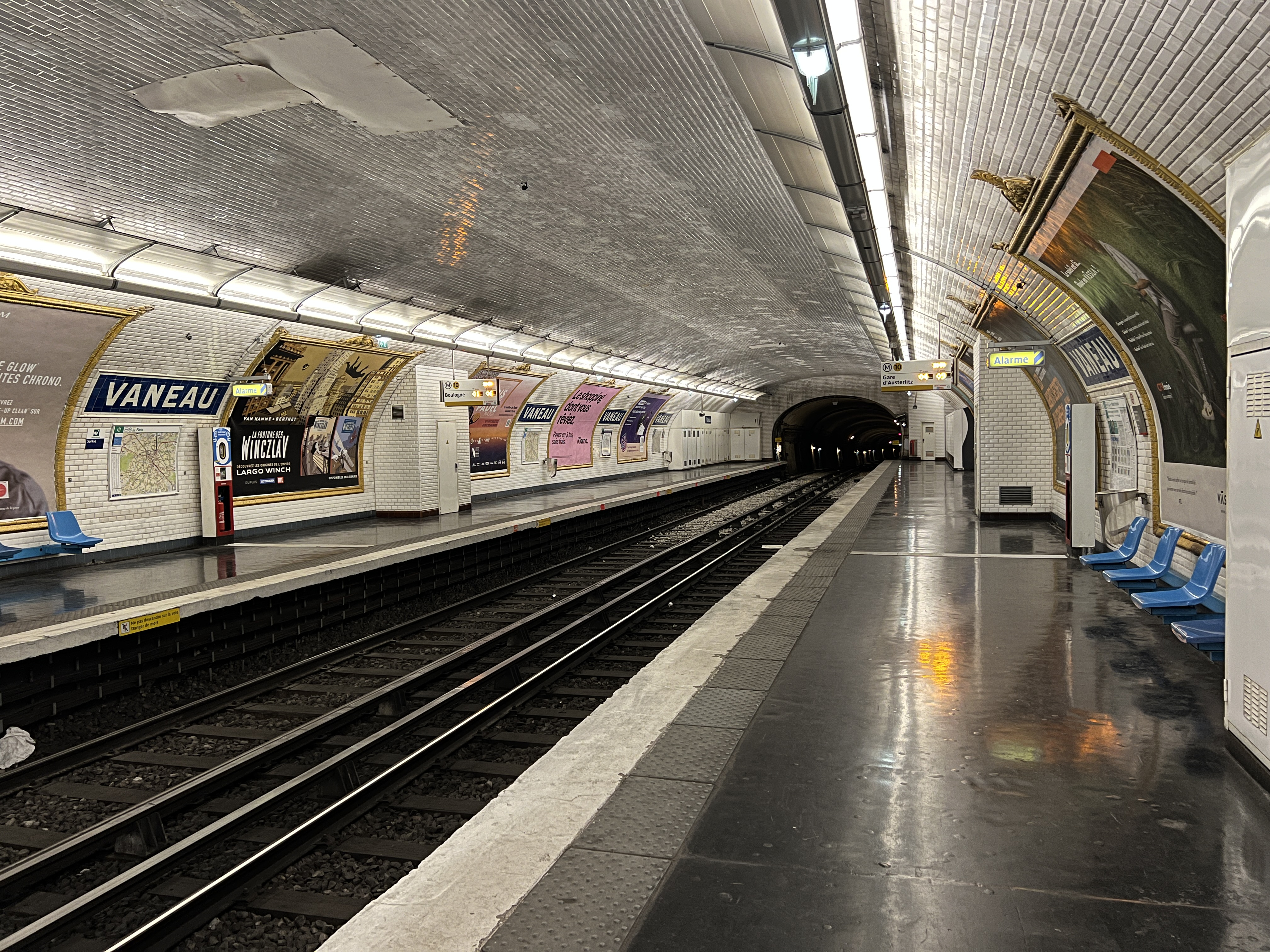
月台（2022年7月）

## 車站結構
| 街道層 | 街道層             | 出口                            |
| 月台   | 側式月台，右側開門 | 側式月台，右側開門              |
| 月台   | 西行               | 往布洛涅-聖克盧橋（杜洛克）     |
| 月台   | 東行               | 往奧斯特里茨站（塞夫爾-巴比倫） |
| 月台   | 側式月台，右側開門 |                                 |